# Blokstraat
De Blokstraat is een straat in Brugge.

## Beschrijving
De straat heette oorspronkelijk, samen met de Schermersstraat, Bachten Scermers. Ze lag achter het verenigingslokaal van de Brugse schermers. In 1545 heette het in een document: huus ende eestre staende bachten scermers, nu ghenaamd de Blocstreaete. Het was dus rond die tijd dat de nieuwe naam in gebruik kwam.
Een blok was een afgesloten, omheind stuk land.
De Blokstraat loopt van de Klaverstraat naar de Koningin Elisabethlaan.